# خرگوشک لاکوستی
خرگوشک لاکوستی (نام علمی: Oryctolagus lacosti) یک گونه منقرض‌شده از خرگوشک بزرگ در پایان پلیوسن فرانسه است. ارتباط نزدیکی با خرگوشک اروپایی زنده دارد.